# David Turnley

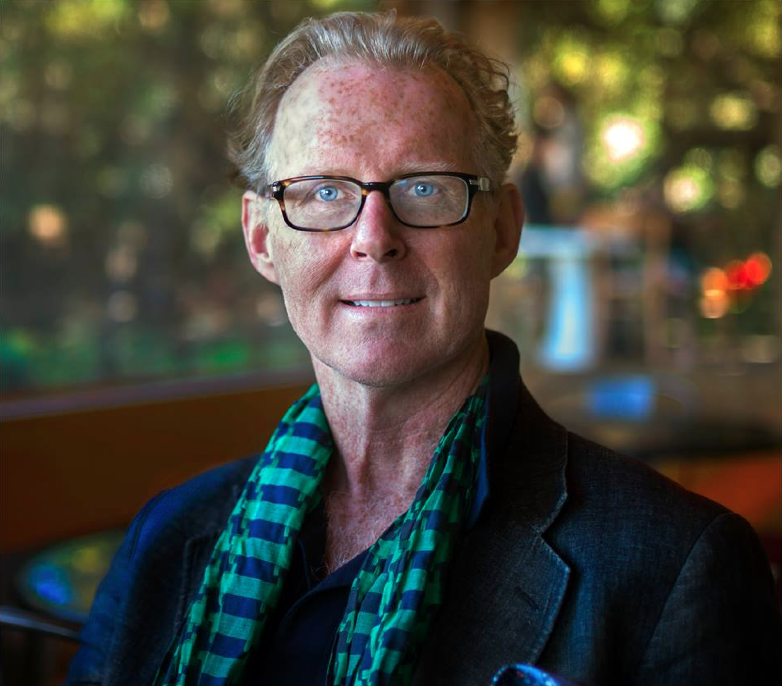
David Turnley, 2015

David Carl Turnley (* 22. Juni 1955 in Fort Wayne, Indiana) ist ein US-amerikanischer Fotograf und Fotojournalist. Für seine Arbeiten wurde er unter anderem mit dem Pulitzer-Preis für Feature-Fotoberichterstattung (1990) und zweimal mit dem Pressefoto des Jahres (1988, 1991) ausgezeichnet.
Sein Zwillingsbruder Peter Turnley ist ebenfalls als Fotograf tätig.

## Leben und Werk
David und Peter Turnley wurden am 22. Juni 1955 als Söhne von William Loyd Turnley und Elizabeth „Betty“ Ann Turnley (geborene Protsman) in Fort Wayne geboren. Sein Studium der französischen Literatur an der University of Michigan beendete David Turnley 1977 mit einem Bachelor of Arts.
1978 begann er seine Karriere als Fotograf bei den Northville Sliger Home Newspapers. Von 1980 bis 1998 arbeitete Turnley für die Detroit Free Press. Von 1985 bis 1987 arbeitete er vorwiegend in Südafrika, wo er vor allem die Spätphase der Apartheid dokumentierte. Er wurde ein enger Freund der Mandela-Familie und fotografierte unter anderem Nelson Mandelas Entlassung aus dem Gefängnis. Danach lebte er bis 1997 wieder in Paris, wo er an der Sorbonne studierte. Er hielt während dieser Zeit unter anderem Ereignisse wie den Zweiten Golfkrieg, das Tian’anmen-Massaker, den Fall der Berliner Mauer, die osteuropäischen Revolutionen im Jahr 1989 und die Auflösung der Sowjetunion fotografisch fest.
Sein Foto eines trauernden Vaters, der seinen Sohn beim Erdbeben von Spitak verloren hatte, wurde 1988 als Pressefoto des Jahres des Jahres ausgezeichnet. Auch sein Foto eines US-Soldaten im Zweiten Golfkrieg, der um seinen durch Friendly Fire getöteten Kameraden weint, wurde 1991 mit dem Preis ausgezeichnet. Turnley ist damit einer von fünf Fotografen, die den Preis zweimal erhielten. 1990 wurde er für seine Fotos der Umbrüche in Osteuropa und China mit dem Pulitzer-Preis ausgezeichnet.
1997 wurde ihm die Ehrendoktorwürde der The New School verliehen. Von 1997 bis 1998 studierte er mit einem Stipendium der Nieman Fellowship an der Harvard University. 2007 erhielt er die Ehrendoktorwürde der University of St. Francis. Als Associate Professor hält er seit 2012 Vorlesungen an seiner Alma Mater, der University of Michigan School of Art and Design.
Turnley ist Vater zweier Kinder und lebt mit seiner Frau Rachel in Ann Arbor, Michigan.

## Auszeichnungen (Auswahl)
- 1982: Overseas Press Club Award
- 1984: Overseas Press Club Award
- 1985: Overseas Press Club Award
- 1986: Oskar Barnack Award
- 1988: Pressefoto des Jahres
- 1989: Robert Capa Gold Medal
- 1990: Pulitzer-Preis für Feature-Fotoberichterstattung
- 1991: Pressefoto des Jahres
- 1991: Overseas Press Club Award

## Veröffentlichungen (Auswahl)
- David C. Turnley: Why Are They Weeping: South Africans Under Apartheid. Stewart, Tabori & Chang Inc, 1988, ISBN 1-55670-044-X.
- David Turnley, Peter Turnley, Melinda Liu: Beijing Spring. Stewart, Tabori & Chang Inc, 1989, ISBN 1-55670-130-6.
- David Turnley, Peter Turnley: Moments of Revolution: Eastern Europe. Stewart, Tabori & Chang Inc, 1990, ISBN 1-55670-168-3.
- David C. Turnley, William Keller: The Russian Heart: Days of Crisis and Hope. Phaidon Press Ltd, 1992, ISBN 0-7148-2841-6.
- Howard Chapnick, David C. Turnley, Peter Turnley: In Times of War and Peace. Abbeville Press, 1997, ISBN 0-7892-0299-9.
- David Turnley: Baghdad Blues: A War Diary. Vendome Press, 2003, ISBN 0-86565-235-X.
- John G. Morris, David Turnley, Peter Turnley: McClellan Street. Indiana Univ. Press, 2007, ISBN 978-0-253-34967-5.
- David Turnley: Mandela!: Struggle & Triumph: Struggle and Triumph. Harry N. Abrams, 2008, ISBN 978-0-8109-7092-2.

## Filmografie
- 2001: The Dalai Lama – At Home and in Exile (Dokumentarfilm)
- 2002: La Tropical (Dokumentarfilm)
- 2012: Shenandoah (Dokumentarfilm)